# Lilian Uchtenhagen

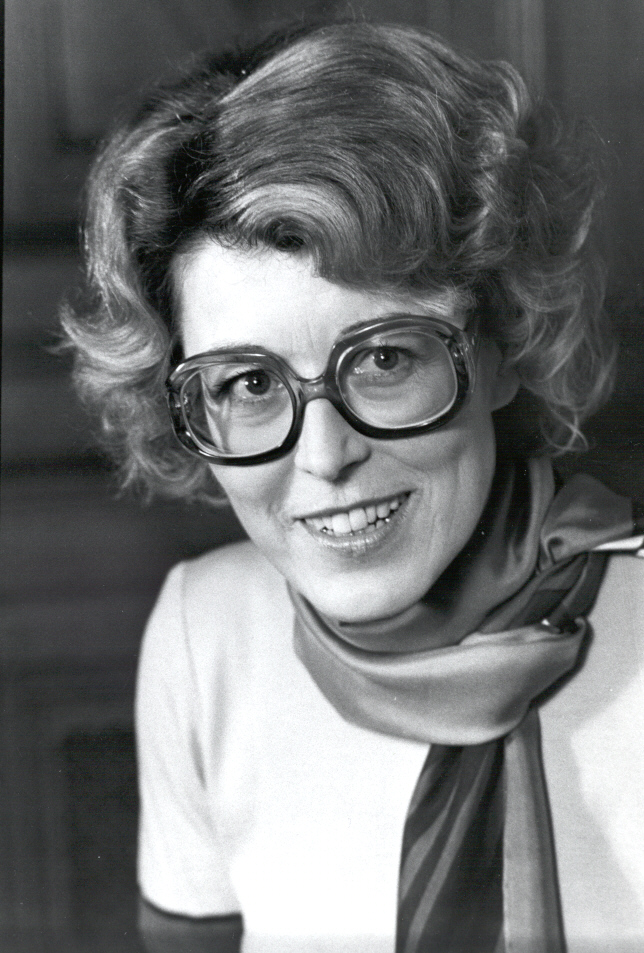
Lilian Uchtenhagen (1986)

Lilian Uchtenhagen-Brunner (* 7. September 1928 in Olten; † 6. September 2016 in Zürich) war eine Schweizer Politikerin (SP).

## Leben

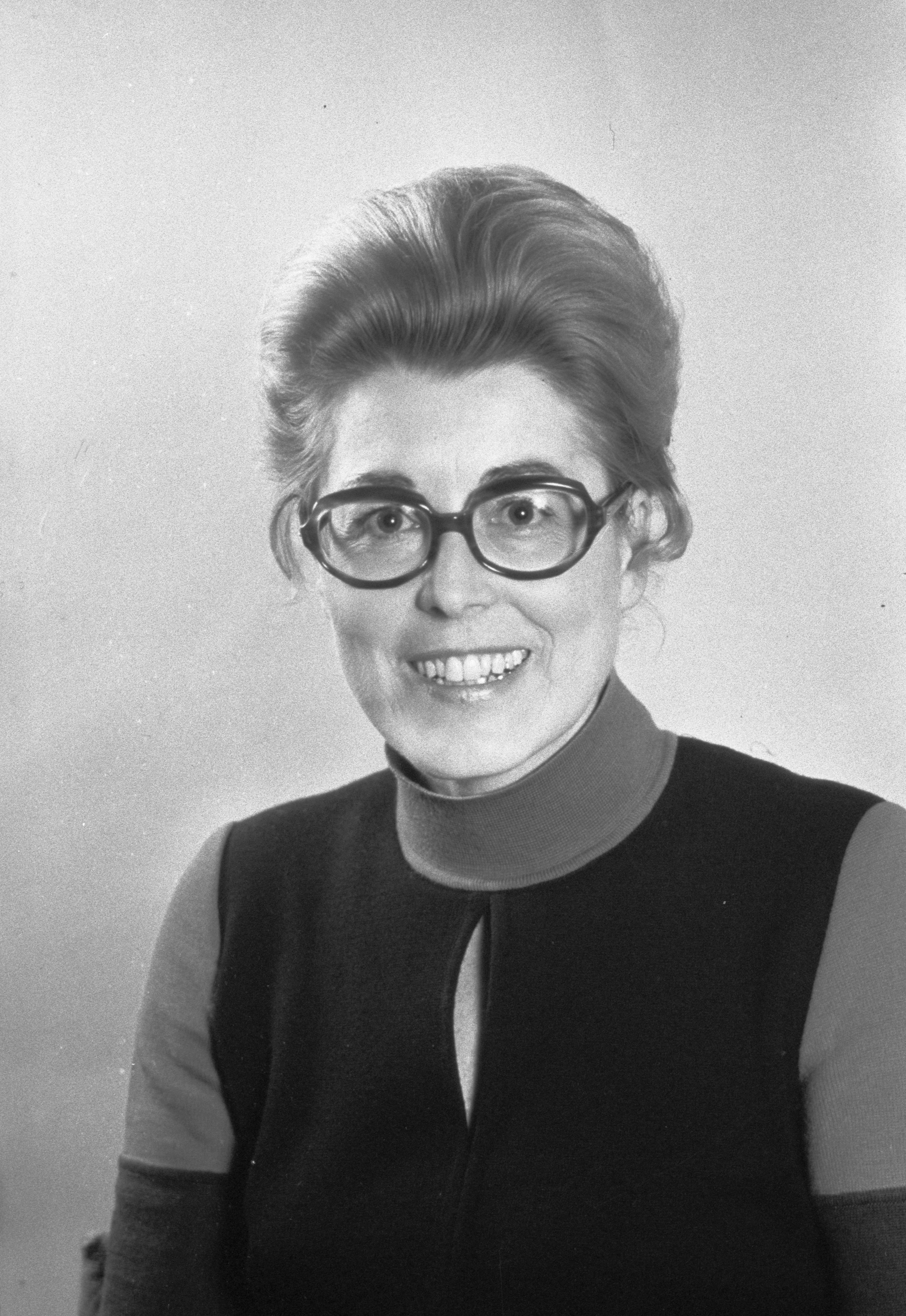
Nationalrätin Lilian Uchtenhagen (1971)

Uchtenhagen stammte aus einem bürgerlichen Elternhaus, ihre Eltern betrieben in Olten ein Modegeschäft. Sie selbst absolvierte die Handelsschule und machte 1947 in Neuenburg an der École supérieure de commerce de Neuchâtel die Matura. Sie studierte Staatswissenschaften an der Universität Basel und der London School of Economics und schloss mit einer Doktorarbeit über die Grenzen der Staatsverschuldung ab.
1970 trat sie der SP der Stadt Zürich bei. Zu diesem Schritt veranlasste sie die Aufforderung des Rektors der kaufmännischen Schule, an der sie unterrichtete, ihm den Namen einer Schülerin bekanntzugeben, die an der Schule ein Flugblatt verfasst hatte. Sie weigerte sich, dies zu tun, trotz Kündigungsandrohung seitens des Rektors. Anschliessend unterrichtete sie Politik an der Schule für Soziale Arbeit in Zürich.
Nach Einführung des Frauenstimmrechts wurde Uchtenhagen zuerst 1970 in den Gemeinderat von Zürich und im November 1971 als eine der ersten Frauen in den Nationalrat gewählt. 1983 nominierte sie ihre Fraktion als Kandidatin für die Wahl in den Bundesrat, in dem sie das erste weibliche Mitglied gewesen wäre. Die bürgerliche Parlamentsmehrheit wählte stattdessen den nicht nominierten Otto Stich zum Nachfolger von Willy Ritschard. Dieser «Wahl-Eklat in der Vereinigten Bundesversammlung löste Schockwellen im ganzen Land aus – nicht nur in ihrer eigenen Partei. Diese führte nach der Machtdemonstration der bürgerlichen Mehrheit eine Diskussion darüber, ob die SP aus dem Bundesrat austreten solle», schrieb die Neue Zürcher Zeitung im Nachruf.
Uchtenhagen trat im November 1991 nach zwanzig Jahren im Nationalrat nicht mehr zur Wiederwahl an.
Uchtenhagen war von 1981 bis 1997 Verwaltungsratspräsidentin bei Coop Zürich LVZ, von 1998 bis 2003 Präsidentin von Swissaid.
Sie war verheiratet mit dem Psychiater Ambros Uchtenhagen. Sie starb im September 2016 kurz vor ihrem 88. Geburtstag in Zürich.